# Clytocerus longicorniculatus
Clytocerus longicorniculatus és una espècie d'insecte dípter pertanyent a la família dels psicòdids que es troba a Europa: Txèquia (el sud de Bohèmia) i Bòsnia i Hercegovina.